# Liutprand al longobarzilor

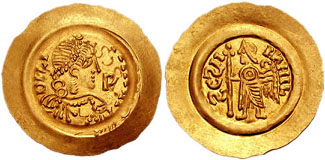
O tremissis emisă de Liutprand, cu efigia regelui.

Liutprand (latină: Liutprandus; italiană: Liutprando), (n. anii 680 d.Hr., Milano, Italia – d. ianuarie 744 d.Hr., Pavia, Ducatul Milanului) a fost rege al longobarzilor și al Italiei între anii 712 și 744. Domnia lui e, în principal, remarcată prin Donația din Sutri din 728 d.C. și prin lungimea sa, fapt care l-a condus într-o serie de conflicte pe tot cuprinsul Italiei, cele mai multe încheiate cu succes. De asemenea, el a profitat de slăbiciunile bizantine pentru a-și extinde stăpânirea în regiunea Emilia-Romagna.
Prima parte a vieții lui Liutprand a început în condiții vitrege. Tatăl lui, Ansprand, a fost trimis în exil printre bavarezi, fratele lui mai mare a fost orbit de către regele Aripert al II-lea al longobarzilor, iar mama lui, Theodarada, și sora lui, Aurona, au fost mutilate prin tăierea nasului și urechilor. Liutprand a fost cruțat doar datorită vârstei sale, care încă îl făcea să nu pară periculos. El a fost apoi eliberat din custodia lui Aripert și i s-a permis să se alăture tatălui său, în Bavaria.

## Domnia
Chiar în ziua în care tatăl său, Ansprand, duce de Asti și pentru scurtă vreme rege al longobarzilor, se stingea din viață, magnații din Regatul longobard i-au solicitat acestuia, pe patul de moarte, să consimtă la numirea lui Liutprand ca asociat la domnie. Era momentul în care domnia lui Liutprand începea, domnie care a durat 31 de ani.

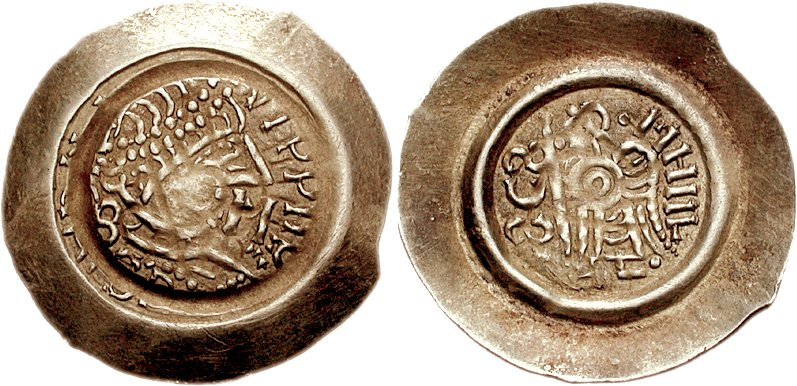
O tremissis emisă de regele Liutprand.

### Relațiile cuAgilolfingiidinBavaria
La începutul domniei sale, aliatul principal al lui Liutprand era ducele franc Theodo I de Bavaria. De altfel, Theodo intervenise în favoarea lui Ansprand pentru preluarea tronului de la Pavia. Theodo îl primise pe Ansprand ca refugiat, iar ulterior și pe Liutprand însuși, ambii alungați de către regele Aripert al II-lea în anul 702, iar acest act de ospitalitate a fost întărit apoi printr-o alianță matrimonială, Liutprand luând de soție pe Guntrud din familia Agilolfingilor. Miezul politicii lui Theodo îl constituia rezistența împotriva majordomilor franci în acțiunile acestora de la nord de Alpi, preocupări care nu îl afectau pe Liutprand, și totodată menținerea controlului strategic asupra trecătorilor din Alpii Răsăriteni. În primăvara anului 712, fiul lui Theodo, Theudebert, împreună cu Ansprand și Liutprand, au atacat punctele întărite ale longobarzilor și, după moartea prin înec a rivalului acestora, Aripert al II-lea, facțiunea lui Ansprand a revenit la putere în Pavia.
Theodo a murit în 717 sau 718; sub succesorii săi, legăturile longobarzilor cu Agilolfingii au slăbit în intensitate. Înainte de a se implica în disputele cu bizantinii din 726, principalele energii belicoase ale lui Liutprand au fost canalizate către cucerirea castelelor deținute de bavarezi pe malul râului Adige.

### Războaiele bizantine

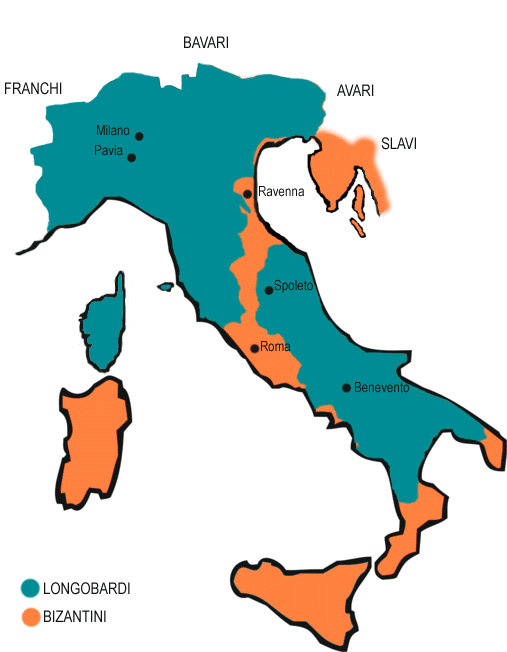
Italia după cuceririle lui Liutprand.

La începutul domniei sale, Liutprand s-a abținut de la atacarea Exarhatului de Ravenna și a Papalității. Însă în 726, împăratul Leon al III-lea al Bizanțului a emis primul său edict de înlăturare a icoanelor, inaugurând perioada iconoclastă în Imperiul Bizantin. Papa de atunci, Grigore al II-lea, a proclamat rezistența împotriva Constantinopolului, iar reprezentantul bizantin din Napoli, Exhiliratus, a fost ucis de către mulțime pe când încerca să ducă la îndeplinire ordinul imperial de distrugere a tuturor icoanelor. În această perioadă de dispute, Liutprand a decis să preia posesiunile bizantine din provincia Emilia. Astfel, în 727, el a traversat Padul și a capturat de la bizantini Bologna, Osimo, Rimini și Ancona, precum și alte orașe din Emilia și Pentapolis. De asemenea, el a cucerit Classis, portul Ravennei, însă a eșuat să ocupe Ravenna însăși de la exarhul Paul, deși acesta din urmă a fost ucis în cadrul unei revolte populare. Totuși, Ravenna va capitula în cele din urmă în fața lui Liutprand în 737.
Primele raiduri ale maurilor asupra Corsicăi au avut loc în intervalul 713–719, pornind din Insulele Baleare în vest. Acționând ca protector al Bisericii Catolice, Liutprand a supus Corsica puterii longobarde în jurul anului 725, deși această continua să se afle nominal sub autoritatea bizantină. Corsica a rămas de facto sub Regatul longobard chiar și după cucerirea francă, timp în care proprietarii și clericii longobarzi își impuseseră prezența pe insulă.

### Donația din Sutri
Înlăturând forțele bizantine din regiune, deși revenea urmașilor săi să dea lovitura finală asupra Ravennei, Liutprand a avansat în direcția Romei de-a lungul Via Cassia; el a fost întâmpinat în vechiul oraș Sutri de către papa Grigore al II-lea în 728. Cei doi au ajuns la un acord, prin care Sutri și unele orașe de pe colinele din Latium (de exemplu, Vetralla) erau acordate Papalității, "ca un cadou către binecuvântații apostoli Petru și Pavel", conform descrierii din Liber Pontificalis. Aceste teritorii constituiau prima extindere a teritoriului papal dincolo de limitele Ducatului de Roma, evenimentul reprezentând începuturile Statului papal.
Între timp, împăratul iconoclast Leon al III-lea l-a trimis pe Eutychius, ca nou exarh de Ravenna, cu misiunea de a recupera întreaga Italie. Când Eutychius a sosit la Napoli, el a încheiat o înțelegere potrivit căreia Liutprand ar fi urmat să îl atace pe papă dacă grecii l-ar fi sprijinit să supună ducatele longobarde din sudul Italiei, Spoleto și Benevento, care dădeau tot mai vizibile semne de independență față de puterea centrală de la Pavia. Cei doi duci în cauză, Thrasimund al II-lea și Godescalc, s-au supus — deși controlul central asupra lor nu a durat multă vreme — iar noul exarh a înaintat către Roma. În dreptul Romei, Liutprand și-a stabilit tabăra pe malul îndepărtat al Tibrului în așa-numitul „Câmp al lui Nero” și a jucat rolul de arbitru, restituind exarhului doar orașul Ravenna dintre multe alte așezări cucerite de la bizantini anterior și totodată convingându-l pe papă să revină la supunerea față de împăratul de la Constantinopol (730).

### Relațiile cufrancii
După moartea ducelui Theodo I de Bavaria, Liutprand s-a îndepărtat de foștii săi aliați Agilolfingi, pentru a întări relațiile cu majordomul francilor, Carol Martel, pe al cărui fiu Pepin cel Scurt l-a adoptat, luându-l sub protecție până la majorat. În 735–736, o boală l-a convins pe Liutprand să îl proclame pe nepotul său de frate Hildeprand în poziția de co-rege. În 736–737, Liutprand a trecut Alpii în fruntea unei armate pentru a-l sprijini pe Carol Martel în acțiunea de a-i alunga pe mauri din Aix-en-Provence și Arles.  
În 738, o pace care dura de multă vreme a fost încălcată prin răscoala ducelui Thrasimund al II-lea de Spoleto. După ce mișcarea a fost reprimată, cu instalarea nepoților lui Liutprand în Benevento și Spoleto, foștii duci s-au refugiat la Roma pentru a obține protecția papei Grigore al III-lea.  Imediat, Liutprand a început cucerirea Ducatus Romanus, provincia din jurul Romei. După ce a cucerit Orte și Bomarzo, regele longobard a ajuns la Roma, pe care a început să o asedieze. Papa a trimis o ambasadă la Carol Martel pentru a-i solicita ajutorul, promițându-i favoruri: scrisoarea papală este conservată și în ziua de astăzi. Cu acea ocazie, Grigore i-a conferit conducătorului francilor titlul de patrician. Retorica antilongobardă a lui Grigore al III-lea pare superfluă, dată fiind ortodoxia incontestabilă a lui Liutprand și faptul că regele longobard nu cerea decât predarea și aducerea în fața justiției a ducilor răsculați din Benevento și Spoleto. Carol Martel a ignorat solicitările execesive ale papei de a merge împotriva aliatului său Liutprand și în schimb a trimis propria sa ambasadă pentru a media între cele două puteri din Italia. Înainte de a se ajunge la un rezultat, atât Grigore cât și Carol au murit.

### Moartea

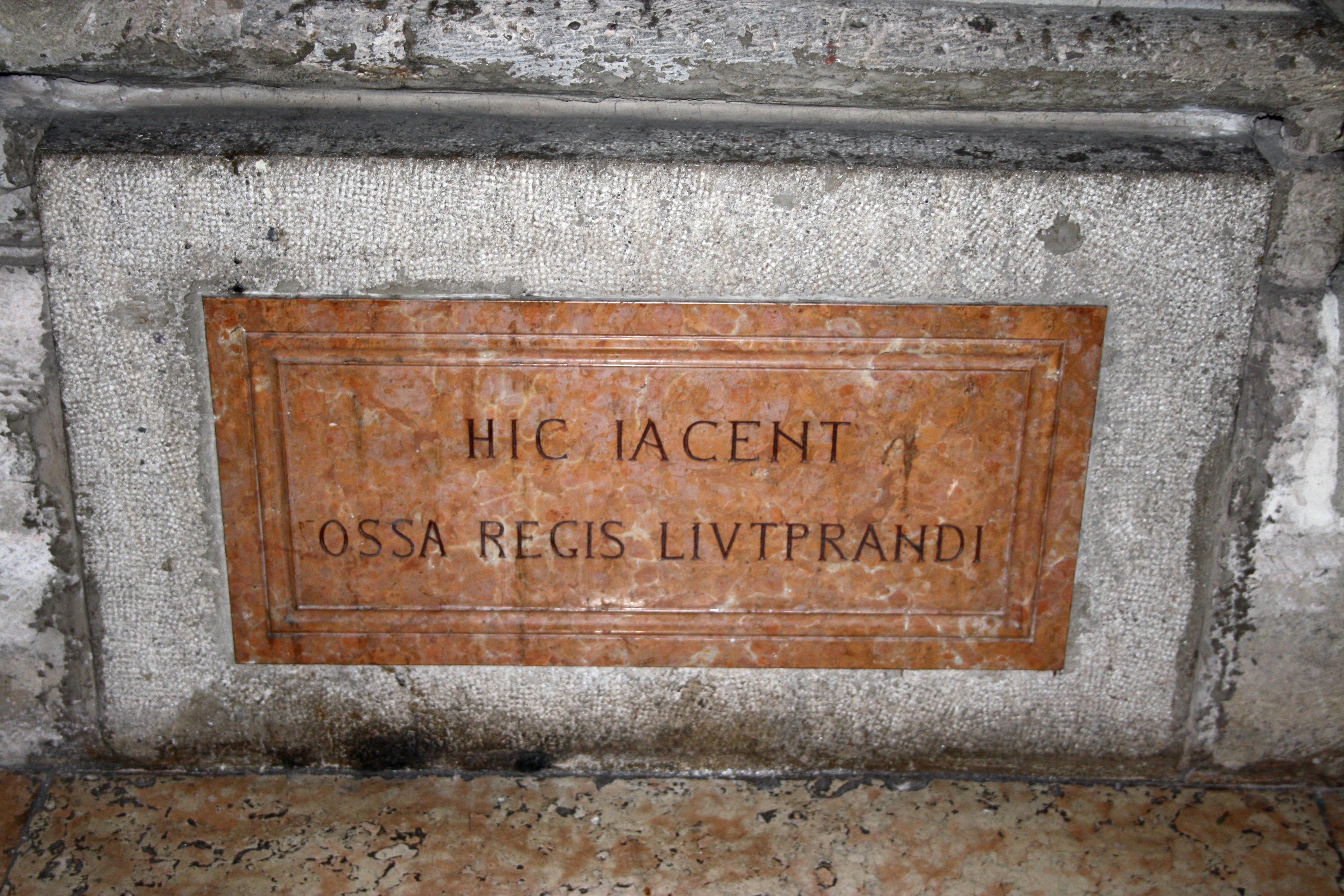
Inscripția de pe sicriul cu osemintele lui Liutprand de la biserica "Sfântul Petru de pe Cerul auriu" (San Pietro in Ciel d'Oro) din Pavia.

La puțină vreme după moartea lui Grigore al III-lea din 741, Zaharia a fost ales în Scaunul Apostolic; Liutprand a fost bucuros să semneze un tratat de pace pentru 20 de ani și să restituie orașele din Ducatul de Roma pe care le cucerise. Petrecând mulți ani pe tron și ajungând în situația de a aduce aproape integral Peninsula Italică sub o singură stăpânire, Liutprand a murit în 744 și a fost înmormântat în biserica San Pietro in Ciel d'Oro din Pavia.